# 鈕扣管須蟹
鈕扣管須蟹（学名：Albunea bulla）为管須蟹科管須蟹屬下的一个种。